# Calalzo–Padova-vasútvonal
A Calalzo–Padova-vasútvonal egy vasúti mellékvonal Olaszországban Calalzo di Cadore és Padova között. A vasútvonal 1435 mm nyomtávolságú, egyvágányú, 155 km hosszúságú. A Camposampiero és Padova közötti szakaszt 1877-ben nyitották meg a Bassano-Padova vasútvonal részeként. 1886-ban a Belluno és Camposampiero közötti szakaszt követte. A Calalzo di Cadore-ig tartó utolsó szakasz 1914-ben készült el